# Milan (Michigan)
Milan – miasto w Stanach Zjednoczonych, w stanie Michigan, w hrabstwie Washtenaw.